# Edmund Dulac
Edmund Dulac, född 22 oktober 1882, död 25 maj 1953, var en fransk-brittisk illustratör.
Dulac bedrev konststudier i sin födelsestad Toulouse och en kortare tid i Paris men bosatte sig snart i Storbritannien, där han blev medborgare 1912. Dulac väckte stort uppseende med sin utställning av Arabian nights i London 1907 och har sedan utfört sirliga och pretiösa färgillustrationer i ett stort antal praktverk, förutom Tusen och en natt bland annat till Shakespeares The tempest (1908), Edgar Allan Poes The bells (1911) samt till sagor av H.C. Andersen (1912) och Bröderna Grimm (1913). Dulacs stil, som påverkas av Aubrey Beardsley och Arthur Rackham, senare av indisk och persisk konst, utmärker sig för elegant komposition och raffinerad färgverkan.

## Galleri

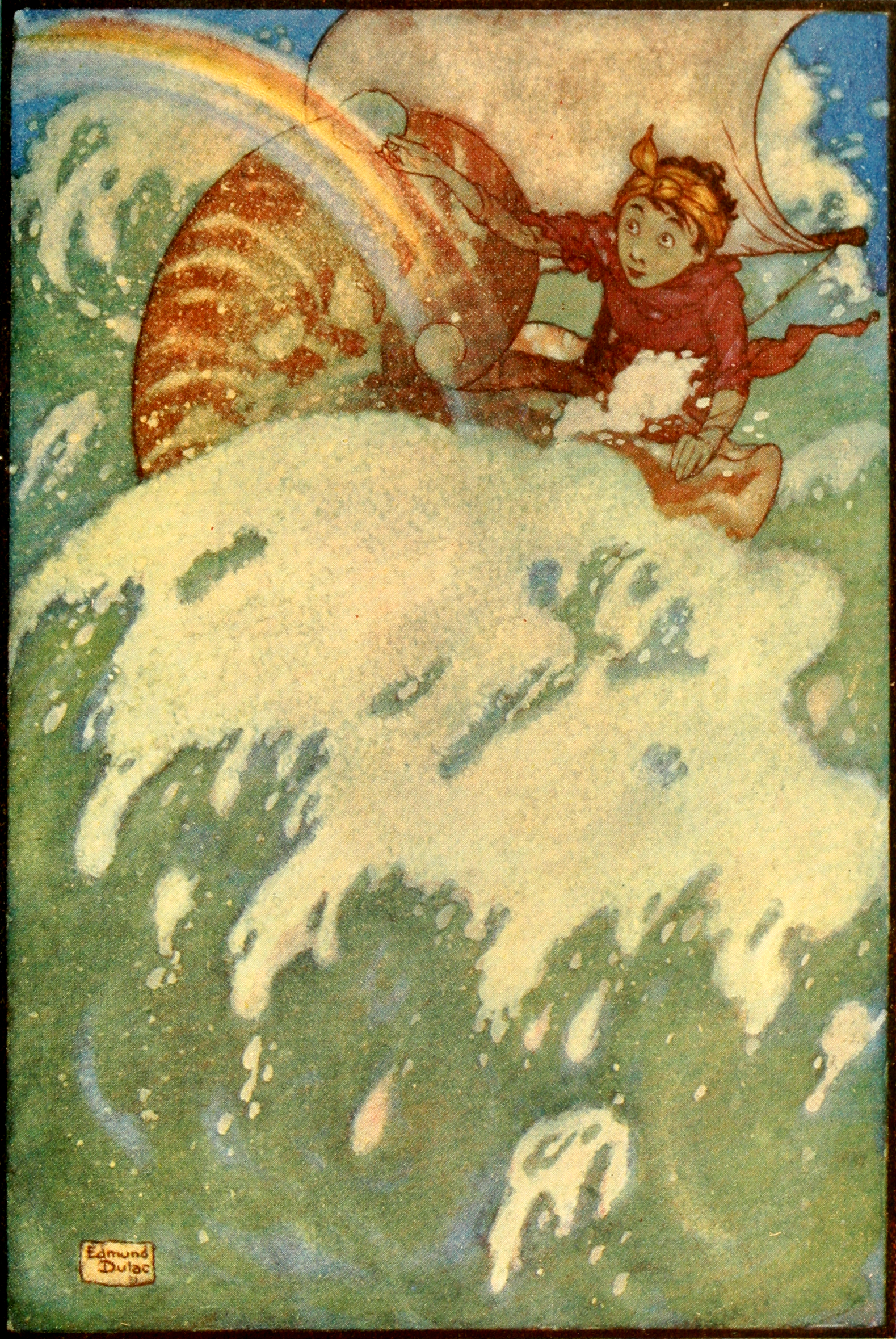
Illustration i Fairies I have met, 1910
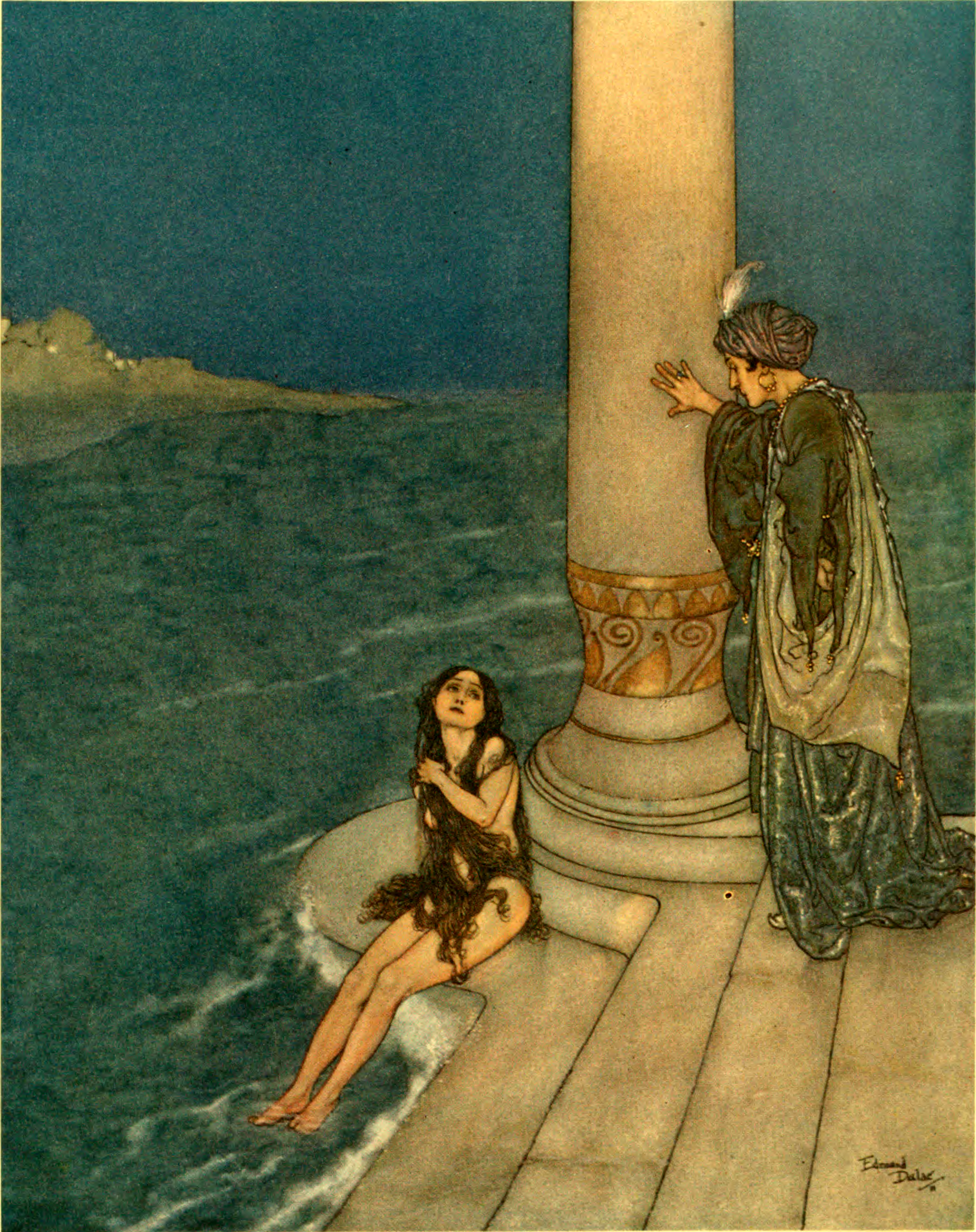
Illustration av Andersens Den lilla sjöjungfrun, 1910
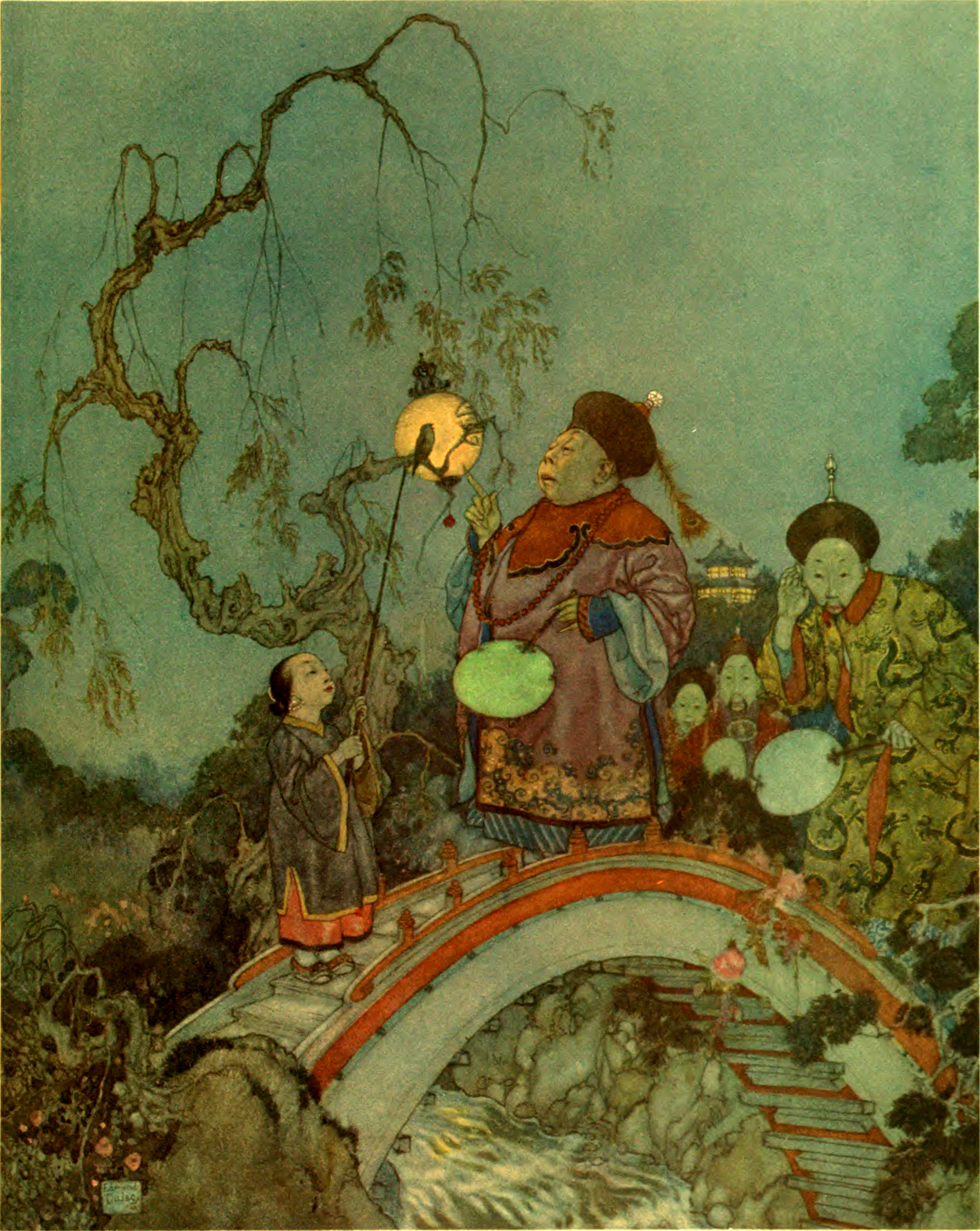
Illustration av Andersens Näktergalen, 1910
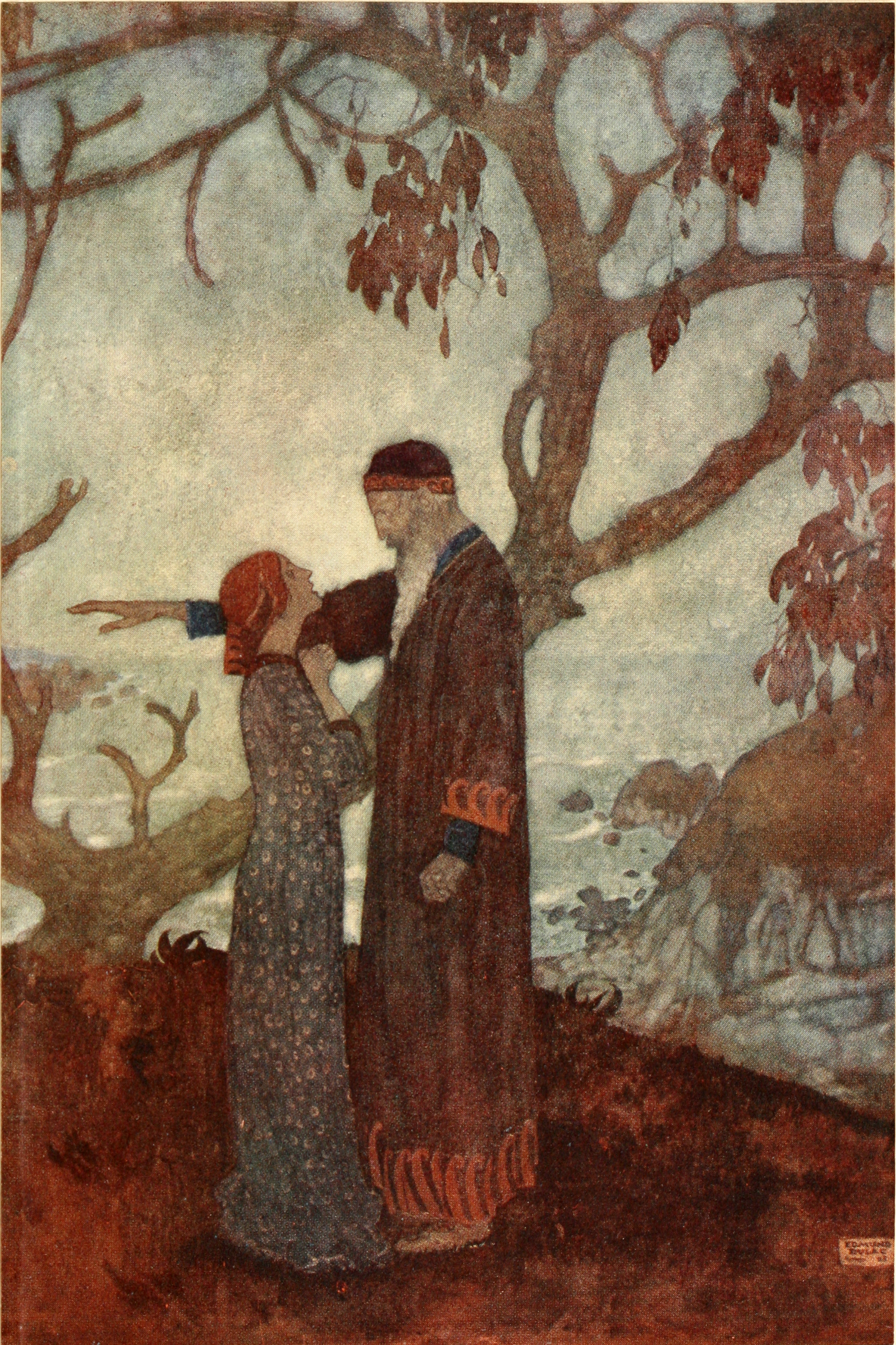
Illustration av Shakespeares Stormen, 1914
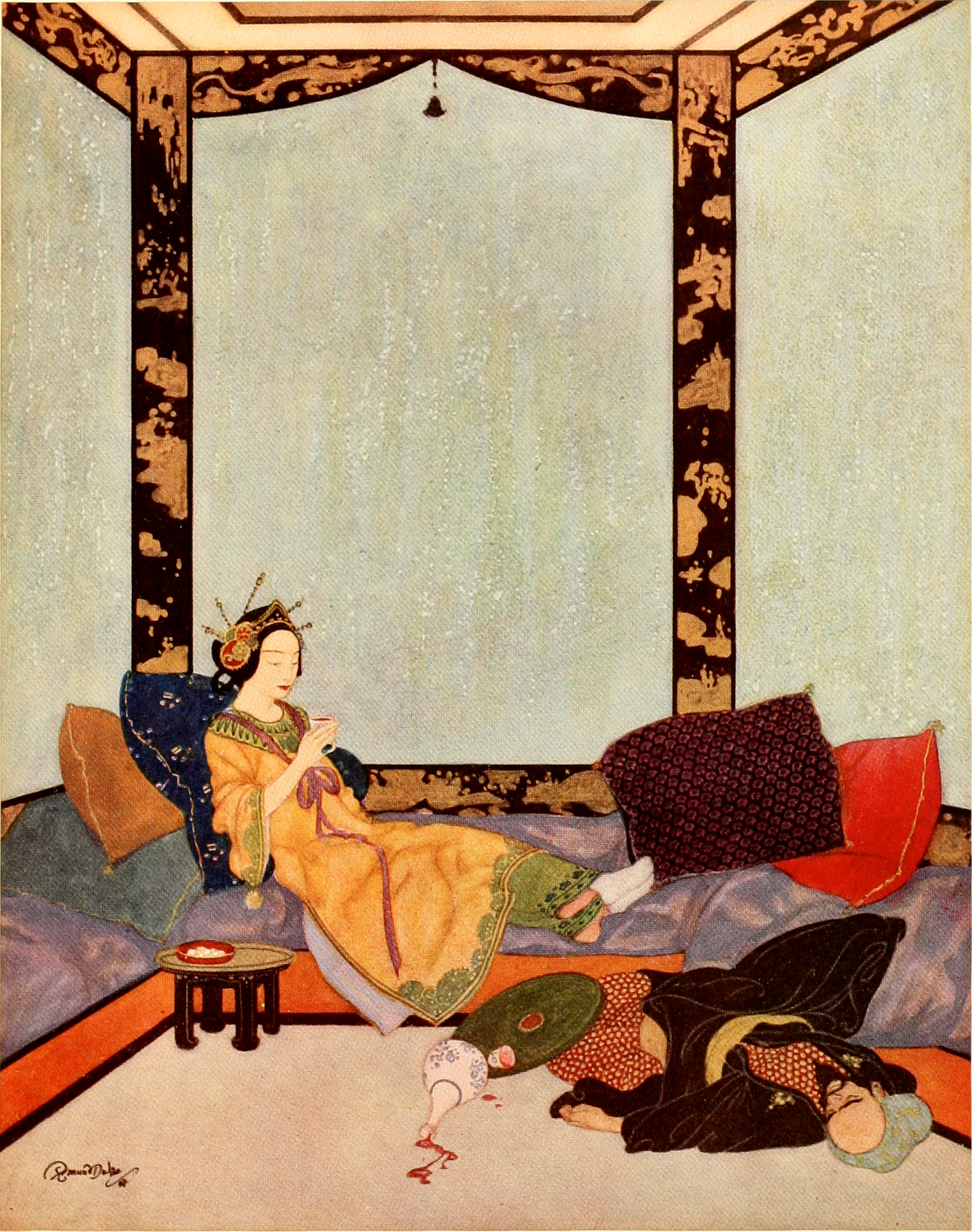
Illustration av Sinbad sjöfararen, 1914